# Ангел Бесвински
Ангел Бесвински е български революционер, войвода на Вътрешната македоно-одринска революционна организация

## Биография
Ангел Бесвински е роден в костурското село Габреш, тогава в Османската империя. Жени се за певица и знахарка от Бесвина, заради което получава своя прякор. Присъединява се към ВМОРО и действа като подвойвода на Петър Христов – Германчето.